# Vogorno
Vogorno era una comuna suiza del cantón del Tesino, localizada en el distrito de Locarno, círculo de Verzasca. Limitaba al norte con la comuna de Lavertezzo, al noreste con Preonzo, al este y sureste con Cugnasco-Gerra, al suroeste con Gordola, y al oeste con Mergoscia y Corippo. En la actualidad forma parte de la comuna de Verzasca.